# Gypsy Kyss
Gypsy Kyss war eine US-amerikanische Rockband aus Chelan, Washington, die im Jahr 1986 gegründet wurde und sich ca. 1992 wieder auflöste.

## Geschichte
Die Band wurde im Jahr 1986 gegründet und bestand aus Schlagzeuger Mike Seaman, Bassist Patrick Oscarson und Gitarrist und Sänger Michael Dickes. Anfangs coverte die Band noch Lieder von Bob Dylan und Danny O’Keefe. Im Folgejahr begab sich das Trio ins Studio, um die ersten Demos aufzunehmen. Zudem war die Band auch auf dem Sampler Metal Meltdown Vol. 3 mit dem Lied Take Me Home zu hören. Die Demos wurden verbreitet, wodurch die Band ihre Bekanntheit erhöhen konnte, sodass die Band einen Vertrag bei Rising Sun Productions erreichte. Nachdem Bassist Kevin Ohme und Schlagzeuger Joey DeChenne zur Band gekommen waren, folgte im Jahr 1990 das Debütalbum When Passion Murdered Innocence. Bereits im Folgejahr schloss sich das zweite Album Songs from a Swirling Ocean an. Mitte des Jahres war Michael Dickes einziges verbliebenes Gründungsmitglied. Auf dem im Jahr 1992 erschienenen Album Groovy Soup bestand die Band neben Dickes, aus Bassist Kevin Ohme und Schlagzeuger Joey DeChenne. Das Album sollte das letzte der Band sein, ehe sich die Gruppe auflöste.

## Stil
Die Band spielte in ihrer Anfangszeit Rockmusik im Stil von Rush und Riverdogs. Auf dem Album Groovy Soup hingegen spielte die Band klassischen Folk-Rock, der an Werke von Fleetwood Mac, Tom Petty, R.E.M., Dire Straits und Tracy Chapman erinnert. Die Musik der Band hat zudem einen progressiven Charakter.

## Diskografie
- Demo (Demo, 1987, Eigenveröffentlichung)
- From Here (Demo, 1988, Eigenveröffentlichung)
- When Passion Murdered Innocence (Album, 1990, Rising Sun Productions)
- Colors Can Stain (Single, 1991, Rising Sun Productions)
- Somewhere With Somebody Else (Single, 1991, Rising Sun Productions)
- Songs from a Swirling Ocean (Album, 1991, Rising Sun Productions)
- Groovy Soup (Album, 1992, Rising Sun Productions)
- Last One on the Earth (Single, 1992, Rising Sun Productions)